# El planeta imaginario
El planeta imaginario è il settimo album in studio del gruppo musicale spagnolo La Oreja de Van Gogh, pubblicato nel 2016.

## Tracce
1. Estoy contigo – 4:57 (testo: Pablo Benegas – musica: Xabi San Martín)
2. Diciembre – 3:45 (testo: Pablo Benegas – musica: Xabi San Martín)
3. Verano – 4:22 (testo: Pablo Benegas – musica: Xabi San Martín, Áureo Baqueiro)
4. Esa chica – 4:45 (testo: Xabi San Martín – musica: Xabi San Martín)
5. Pálida Luna – 3:38 (testo: Pablo Benegas – musica: Xabi San Martín)
6. Camino de tu corazón – 3:19 (testo: Pablo Benegas – musica: Xabi San Martín)
7. Intocables – 4:28 (testo: Pablo Benegas – musica: Xabi San Martín)
8. No vales más que yo – 4:53 (testo: Pablo Benegas – musica: Xabi San Martín)
9. Cuando menos lo merezca – 3:01 (testo: Pablo Benegas – musica: Xabi San Martín)
10. Mi pequeño gran valiente – 4:08 (testo: Xabi San Martín – musica: Xabi San Martín)
11. Siempre – 3:19 (testo: Pablo Benegas – musica: Xabi San Martín)
12. Tan guapa (bonus track) – 3:09 (testo: Xabi San Martín – musica: Xabi San Martín)